# Ekseption 5
Ekseption 5 je peti studijski album nizozemske skupine Ekseption. Album vsebuje, poleg avtorskih skladb, tudi predelave skladb L. v. Beethovna, J. S. Bacha in W. A. Mozarta.

## Seznam skladb
Vsi aranžmaji so delo Ricka van der Lindna.
| A stran | A stran                                                                                 | A stran |
| Št.     | Naslov                                                                                  | Dolžina |
| ------- | --------------------------------------------------------------------------------------- | ------- |
| 1.      | „Introduction (Theme from Symphony No. 5)‟ (L. v. Beethoven)                            | 0:40    |
| 2.      | „Siciliano (Siciliano from Sonata for Flute and Harpsichord BWV 1031)‟ (J. S. Bach)     | 3:18    |
| 3.      | „Vivace (Allegro from Concerto for Violin and Strings in a Min. BWV 1041)‟ (J. S. Bach) | 2:49    |
| 4.      | „For Example/For Sure‟ (Keith Emerson, Rick van der Linden)                             | 9:04    |
| 5.      | „Virginal‟ (Rick van der Linden)                                                        | 4:31    |

| B stran | B stran                                                                       | B stran |
| Št.     | Naslov                                                                        | Dolžina |
| ------- | ----------------------------------------------------------------------------- | ------- |
| 1.      | „A La Turka (A la Turca from Piano Sonata No. 11 in a K. 331)‟ (W. A. Mozart) | 2:27    |
| 2.      | „Midbar Session‟ (Rick van der Linden)                                        | 9:57    |
| 3.      | „Pie‟ (Rick van der Linden)                                                   | 1:31    |
| 4.      | „My Son‟ (Rick van der Linden)                                                | 5:17    |
| 5.      | „Finale (The Fifth)‟ (L. v. Beethoven)                                        | 3:30    |

## Zasedba

### Ekseption
- Peter de Leeuwe – bobni, tolkala, kitara
- Cor Dekker – bas kitara
- Dick Remelink – saksofon
- Rick van der Linden – klaviature
- Rein van den Broek – trobenta, krilnica

### Gostje
- Rick van der Linden jr. – glas (B4)